# Cullowhee, North Carolina
Cullowhee, North Carolina (енгл. Cullowhee) насељено је место без административног статуса у америчкој савезној држави Северна Каролина.

## Демографија
По попису из 2010. године број становника је 6.228, што је 2.649 (74,0%) становника више него 2000. године.
| Група             | 2000.         | 2010.         |
| Белци             | 3.160 (88,3%) | 5.269 (84,6%) |
| Афроамериканци    | 259 (7,2%)    | 442 (7,1%)    |
| Азијати           | 48 (1,3%)     | 75 (1,2%)     |
| Хиспаноамериканци | 47 (1,3%)     | 318 (5,1%)    |
| Укупно            | 3.579         | 6.228         |